# キエル・ハイム
キエル・ハイム（Kihel Heim）は、アニメ『∀ガンダム』に登場する架空の人物。担当声優は高橋理恵子。

## 人物
ソシエ・ハイムの姉。17歳。美しい金髪と碧眼の風貌から声に至るまでムーンレィスの女王ディアナ・ソレルと瓜二つであるが、両者の間に血縁関係はなく、瓜二つなのは「偶然」とされる。
ラインフォード家所領イングレッサ地方の田舎町ビシニティで、鉱山業を営むハイム家の長女として産まれる。裕福なブルジョワ階級の一員として育つものの、大学で代わり映えのしない勉強をするより、実社会に出ることを希望している。女性ながら家庭に収まらない自立した生き方に憧れの念を抱いており、そのためにノックスのような都会での暮らしを選んでいる。
ディアナ・カウンターの地球帰還作戦がはじまると、得意の速記を活かし、グエン・サード・ラインフォードの秘書官としてボストニア城に出仕した。父の死に際して精神を病んでしまった母親を抱えて苦悩している。
ディアナの戯れ心から、服装を取り替えて立場を入れ替わるが、戦乱が激化しもとに戻れなくなり、そのまま女王として振る舞うことを強いられる。戸惑いながらも、父の墓前で涙してキエル・ハイムの立場から父に謝罪してくれたディアナに尽くすべくディアナの心情を汲みとり、紛争の平和的解決に努力してゆく。
やがて、女王の親衛隊長でディアナとキエルの入れ替わりをすぐさま見破り、暗殺の危機や拉致に際して獅子奮迅に奮闘した忠実なナイトであるハリー・オードに心惹かれるようになる。また、ディアナと入れ替わり、その個人史をも知ったことで、統治者ディアナの言動や孤独な立場に理解を示すとともに、悲恋を経験した女性ディアナにも同情的になる。そして平和が訪れると、今度は自らディアナに入れ替わりを提案した。
その後、ディアナに代り、女王としてハリーに護衛されながら、月に向かい月を統治した。
ロラン・セアックからは初恋の女性として意識されているが、キエルの方はロランに対して特別な感情を持ち合わせておらず、ロランの片思いに過ぎない。

### 関連作品での描かれ方
小説『月に繭地には果実』では、地球に帰還し静かに暮らしていることになっている。
曽我篤士の漫画『∀ガンダム』では、ディアナは隠棲せず、女王のままでいるので、それを補佐するために互いの立場を入れ替わりつつ、地球と月を行き来している。

## その他の話題
キエルは以下の商品で登場している。
- 株式会社バンダイ バンダイMSセレクション11 ∀ガンダム
  - ∀ガンダムWebのキャラクター紹介と同じ白地にブルーの装飾のワンピース（帽子抜き）[1]姿で登場。ロラン・セアック、ソシエ・ハイム、∀ガンダム、フラット、ウォドム とセットのガシャポンフィギュアである。
- 株式会社バンダイ ガンダムヒロインヒストリー（ドレス編）
  - 第2話のドレス姿で登場。他作品のガンダムヒロイン3人とのセットでボックスフィギュアとして登場した[2]。
- 株式会社バンダイ GANDAM HEROINS Half Age Girls
  - ∀ガンダムWebのキャラクター紹介と同じ白地にブルーの装飾のワンピース（帽子あり）[1]姿で、他作品のガンダムヒロイン4人とのセットでボックスフィギュアとして登場した。これまで登場したフィギュアと比べて、かなりデフォルメされている。

## 評価
『愛と戦いのロボット 完全保存版』で発表されたアンケート「みんなで選ぶロボットアニメーションベスト100」では、「一番お気に入りのヒロインは？」で第81位にランクインした。